# Рыхта (Хмельницкая область)
Рыхта (укр. Рихта) — село в Каменец-Подольском районе Хмельницкой области Украины.
Население по переписи 2001 года составляло 885 человек. Почтовый индекс — 32346. Телефонный код — 3849. Занимает площадь 2,167 км².

## Местный совет
32346, Хмельницкая обл., Каменец-Подольский р-н, с. Рыхта